# Mairbek Salimov
Mairbek Salimov (ur. 1 lipca 2002) – polski zapaśnik startujący w stylu klasycznym. Zajął 21. miejsce na mistrzostwach świata w 2021.

## Kariera
Brązowy medalista mistrzostw Europy w 2025. Trzeci na MŚ U-23 w 2024, a także na ME U-23 w 2023 i 2024. Zdobył cztery medale mistrzostw Polski, w tym srebrny w 2024 roku.

## Życie prywatne
Jego brat Arslanbek, również jest zapaśnikiem. Oboje pochodzą z Czeczeni.